# Kunstharzpressholz
Kunstharzpressholz (KP, KHPH; engl. compreg oder synthetic resin densified wood) ist ein Lagenwerkstoff, bei dem dünnes Furnierholz mit Kunstharz, vor allem Phenolharz, imprägniert und unter hohen Temperaturen zu Platten oder anderen Halbzeugen verpresst wird. Es gehört damit zu den Schichtstoffen. Kunstharzpressholz wird über die IEC 61061 sowie DIN 4076 definiert und nach der DIN 7707 technisch beschrieben. Es gibt neben den vom Sperrholz bekannten bidirektionalen Furniergelegen (Faserrichtung der Furnierlagen alternierend längs und quer) auch unidirektionale (Schichtholz) und Sondergelege.
Auch als Siebdruckplatte bezeichnete Sperrholzplatten werden mit phenolharzimprägniertern Deckschichten verleimt. Die inneren Lagen sind jedoch nicht unbedingt in Phenolharz getränkt. Scrimber ist ein phenolharzgebundener Holzwerkstoff aus Holzfasern.

## Geschichte
Kunstharzpressholz entwickelte sich aus dem seit 1915 bekannten Pressholz bzw. Pressvollholz, bei dem unter Druck ein- oder mehrteilige, hochverdichtete Holzblöcke entstanden. Unter den Handelsnamen Pagholz, Delignit, Panzerholz, Dehonit, Lignostone und Werzalit ist dieser Werkstoff bis heute bekannt und gebräuchlich. Durch Imprägnierung und kreuzweise Verleimung werden Schwind- und Quellmaße drastisch reduziert.
Der wichtigste Hersteller in den USA war Rutland Plywood.

## Aufbau
Als Trägermaterial für das Kunstharzpressholz werden in der Regel Furniere der Rotbuche (Fagus sylvatica) genutzt. Dieses Holz wird durch Phenolharze imprägniert. Unterschieden wird zwischen einer Auftragsbeharzung-Oberflächenbehandlung (geleimte Typen) und einer Tränkbeharzung-Imprägnierung (imprägnierte Typen).

## Nutzung
Der Werkstoff wird vor allem im Möbelbau und im Innenausbau eingesetzt, weitere Anwendungsbereiche finden sich im Fahrzeugbau (bsp. als Bodenbelag für Ladeflächen bei Transportern und LKW, Waggonbau) und Werkzeugbau sowie bei der Herstellung von Industriefußböden. Anwendungen im Musikinstrumentenbau sind Stimmstöcke von Klavieren und Harfen sowie Gitarrenhälse.
Spezialanwendungen umfassen z. B. einbruchsichere Fenster, schusssichere Holzkonstruktionen sowie Anwendungen im Modell- und Maschinenbau. 
Kunstharzpressholz wird aufgrund guter Isolationseigenschaften auch im Transformatorenbau eingesetzt (Handelsname Transformerwood). Zu diesem Zweck werden auch phenolharzgetränkte Holzspanwerkstoffe hergestellt (Handelsname Blockspan).